# Бурата (посёлок)
Бурата (калм. Бурата) — посёлок в Приютненском районе Калмыкии, административный центр Булуктинского сельского муниципального образования.

## Этимология
Название посёлка можно перевести с калмыцкого языка как лозовой / место, где есть лоза (калм. Бурата — творит. падеж от калм. бура — лоза; прут; трость). На немецкой карте окрестностей Элисты 1941 года и американской карте СССР 1950 года посёлок обозначался как Брата. Данный вариант названия, судя по всему, является искажением от первоначального Бурата.

## История
Урочище Бурата было одним из мест кочевий Оргакинского аймака. В 1885 году калмыки Оргакинского аймака манычской части Малодербетовского улуса отвели нойону Тундутову 500 десятин земли в урочище Бурата, где впоследствии он поставил дом со службами. Эту дату, по всей видимости, можно считать датой основания села.
После возвращения калмыков из депортации в Бурате был основан совхоз «Центральный», разорившийся в 1990-х.

## Физико-географическая характеристика
Посёлок расположен на северо-востоке Приютненского района в пределах Ергенинской возвышенности, являющейся частью Восточно-Европейской равнины, в верхней части балки Бурата-Сала. Средняя высота над уровнем моря — 170 м. Рельеф местности равнинный. Большая часть посёлка расположена по левому берегу реки Бурата-Сала, на правом берегу расположено лишь несколько домовладений. В пределах посёлка имеется пруд.
По автомобильной дороге расстояние до столицы Калмыкии города Элиста (центра города) составляет 14 км, до районного центра села Приютное — 71 км. Ближайший населённый пункт посёлок Нарын расположен в 5,3 км к северу от Бураты. К посёлку имеется асфальтированный подъезд от региональной автодороги Элиста — Арзгир — Минеральные Воды (1 км).
Согласно классификации климатов Кёппена-Гейгера посёлок находится в зоне континентального климата с относительно холодной зимой и жарким летом (индекс Dfa). В окрестностях посёлка распространены светлокаштановые почвы различного гранулометрического состава в комплексе с солонцами.
В посёлке, как и на всей территории Калмыкии, действует московское время.

## Население
В конце 1980-х в Бурате проживало около 770 человек.
| 2002 | 2010 | 2011 |
| ---- | ---- | ---- |
| 563  | ↗628 | ↘580 |

Национальный состав
Согласно результатам переписи 2002 года большинство населения посёлка составляли калмыки (65 %)

## Социальная инфраструктура
В посёлке имеется несколько магазинов, сельский клуб, библиотека, почтовое отделение. Медицинское обслуживание жителей села обеспечивают фельдшерско-акушерский пункт и Приютненская центральная районная больница. Среднее образование жители села получают в расположенных на территории посёлка Булуктинской средней общеобразовательной школе, дошкольное — в детском саду «Светлячок».
Посёлок электрифицирован и газифицирован, однако система централизованного водоснабжения отсутствует. Обеспечение питьевой водой осуществляется индивидуально, путём подвоза воды к каждому домовладению. Централизованное водоотведение также отсутствует. Водоотведение обеспечивается за счёт использования выгребных ям. Система сбора организации сбора твёрдых бытовых отходов отсутствует.